# Just Adventure
Just Adventure es un sitio web de juegos de computadora dedicado al género de juegos de aventuras. Fundada en 1997, publica reseñas y avances de juegos de aventuras, así como artículos de opinión y entrevistas con diseñadores de juegos . El sitio fue fundado por Francis «Randy» Sluganski, quien falleció el 6 de noviembre de 2012 de cáncer. 
Ragnar Tornquist, el creador de los juegos de aventuras The Longest Journey y Dreamfall: The Longest Journey, ha declarado que las reseñas en Just Adventure son «muy importantes para él». En 2000, el columnista de PC Gamer US, Michael Wolf, calificó a Just Adventure como «el mejor sitio de la Web para los fanáticos de los juegos de aventuras». En 2003, Mark H. Walker señaló que Just Adventure era «el sitio de juegos de Internet más grande dedicado a los juegos de aventura». De manera similar, Anastasia Salter escribió en 2014 que Just Adventure era «uno de los principales sitios de fans de juegos de aventuras en la web». El sitio no se ha actualizado desde agosto de 2019.